# Lathrostizus brevicornis
Lathrostizus brevicornis är en stekelart som beskrevs av Horstmann 2004. Lathrostizus brevicornis ingår i släktet Lathrostizus och familjen brokparasitsteklar. Inga underarter finns listade i Catalogue of Life.